# Старі Богачовиці (гміна)
Гміна Старі Богачовиці (пол. Gmina Stare Bogaczowice) — сільська гміна у південно-західній Польщі. Належить до Валбжиського повіту Нижньосілезького воєводства.
Станом на 31 грудня 2011 у гміні проживало 4256 осіб.

## Площа
Згідно з даними за 2007 рік площа гміни становила 86.89 км², у тому числі:
- орні землі: 63.00%
- ліси: 31.00%

Таким чином, площа гміни становить 16.90% площі повіту.

## Населення
Станом на 31 грудня 2011:
| Опис     | Загалом | Загалом | Чоловіки | Чоловіки | Жінки | Жінки |
| -------- | ------- | ------- | -------- | -------- | ----- | ----- |
| одиниця  | осіб    | %       | осіб     | %        | осіб  | %     |
| все      | 4256    | 100     | 2091     | 49.13    | 2165  | 50.87 |
| міське   | 0       | 100     | 0        |          | 0     |       |
| сільське | 4256    | 100     | 2091     | 49.13    | 2165  | 50.87 |

## Сусідні гміни
Гміна Старі Богачовиці межує з такими гмінами: Богушув-Горце, Болькув, Чарни Бур, Добромеж, Марцишув, Щавно-Здруй, Свебодзиці, Валбжих.